# Landkreis Emmendingen
Landkreis Emmendingen er en Landkreis i den tyske delstat Baden-Württemberg. Den hører til Region Südlicher Oberrhein i Regierungsbezirk Freiburg. Den grænser mod nord til Ortenaukreis, mod øst til Schwarzwald-Baar-Kreis, mod syd til Landkreis Breisgau-Hochschwarzwald og den kreisfri by Freiburg im Breisgau. Mod vest danner floden Rhinen en naturlig grænse til Frankrig og Arrondissement Sélestat-Erstein i Départementet Bas-Rhin.

## Geografi
Dele af Landkreis Emmendingen ligger i Oberrheinischen Tiefebene og af Schwarzwald. Her hører dalen til floden Elz, som er en biflod til Rhinen til kreisområdet.

## Byer og kommuner
Kreisen havde 165383 indbyggere pr. 2018-12-31

| Byer 1. Elzach (7242) 2. Emmendingen, by (27882) 3. Endingen am Kaiserstuhl (9868) 4. Herbolzheim (11065) 5. Kenzingen (10089) 6. Waldkirch, by (21809) Verwaltungsgemeinschafte eller kommuneforvaltningsamarbejder. 1. "Denzlingen-Vörstetten-Reute" med sæde i Denzlingen, med kommunerne Denzlingen, Reute og Vörstetten 2. "Elzach" mit Sitz in Elzach; Mitgliedsgemeinden: Stadt Elzach og Gemeinden Biederbach og Winden im Elztal 3. Emmendingen med kommunerne Freiamt, Malterdingen, Sexau og Teningen 4. "Kenzingen-Herbolzheim" med sæde i Kenzingen; består af byerne Herbolzheim og Kenzingen samt kommunerne Rheinhausen og Weisweil 5. "Nördlicher Kaiserstuhl" med sæde i Endingen; består af byen Endingen og kommunerne Bahlingen, Forchheim/Kaiserstuhl, Riegel, Sasbach/Kaiserstuhl og Wyhl am Kaiserstuhl 6. Waldkirch med kommunerne Gutach im Breisgau og Simonswald | Kommuner 1. Bahlingen am Kaiserstuhl (4236) 2. Biederbach (1782) 3. Denzlingen (13544) 4. Forchheim (1424) 5. Freiamt (4163) 6. Gutach im Breisgau (4479) 7. Malterdingen (3296) 8. Reute (2896) 9. Rheinhausen (3845) 10. Riegel am Kaiserstuhl (3962) 11. Sasbach am Kaiserstuhl (3441) 12. Sexau (3353) 13. Simonswald (3048) 14. Teningen (12063) 15. Vörstetten (3031) 16. Weisweil (2124) 17. Winden im Elztal (2872) 18. Wyhl am Kaiserstuhl (3869) |

## Literatur
- Das Land Baden-Württemberg – Amtliche Beschreibung nach Kreisen und Gemeinden (in acht Bänden); Hrsg. von der Landesarchivdirektion Baden-Württemberg; Band VI: Regierungsbezirk Freiburg; Stuttgart 1982, ISBN 3-17-007174-2
- Der Landkreis Emmendingen – Kreisbeschreibungen des Landes Baden-Württemberg; Hrsg. von der Landesarchivdirektion Baden-Württemberg in Verbindung mit dem Lkr. Emmendingen; 2 Bände, Jan Thorbecke Verlag, Stuttgart 1999 und 2001, ISBN 3-7995-1363-9

## Eksterne kilder og henvisninger
1. ↑   Statistisches Landesamt Baden-Württemberg – Bevölkerung nach Nationalität und Geschlecht am 31. Dezember 2018 (CSV-Datei)

- Wikimedia Commons har flere filer relateret til Landkreis Emmendingen
- Officiel Internetsid for Landkreisen
- Landkreis Emmendingen: Mensch, Natur und Umwelt

48°06′N 7°48′Ø / 48.1°N 7.8°Ø